# Alden Penner
Pour les articles homonymes, voir Penner.
Alden Penner (né le 12 janvier 1983) est un musicien et producteur québécois. Il est connu pour son travail avec les Unicorns, Clues et pour son œuvre solo.

## Carrière

### Les Unicorns (2000-05)
En décembre 2000, Penner forme les Unicorns avec Nicholas Thorburn à Campbell River en Colombie-Britannique. Le duo publie sur son propre label Caterpillards of the Community son premier CD en édition limitée intitulé Unicorns Are People Too. Le groupe sort rapidement leur premier album Who Will Cut Our Hair When We're Gone?. L'album est publié par Alien 8 en Amérique du Nord et par Rough Trade au Royaume-Uni. En 2003 et 2004, le groupe part pour une tournée mouvementée avec le batteur Jamie Thompson en Amérique du Nord, en Europe et en Australie. Le groupe annonce sa séparation en janvier 2005.

### Carrière solo et Clues (2005-10)
La première publication de Penner en artiste solo est une édition limitée 7" intitulée The Ghost of Creaky Crater. Le single est enregistré à Melbourne lorsque les Unicorns sont en tournée. Il est publié par le label Art School Dropout en 2005. Penner republie le single en 2006 avec son label montréalais Take This Hammer, rapidement suivi par un split 7" avec Brendan Reed (d'Arcade Fire) intitulé Surface To Air Missive / I Love What U Did. Penner et Reed forment ensuite Clues, et jouent leur premier concert au festival Pop Montréal en 2007. L'album éponyme du groupe sort le 19 mai 2009 chez Constellation Records, et une tournée à travers l'Amérique du Nord et l'Europe est organisée en 2009. Le groupe est en « interruption indéfinie » depuis 2010.
En 2009, Penner est crédité comme producteur et musicien sur la bande son du film Paper Heart. Il avait précédemment composé pour différents films indépendants, dont la comédie noire The Hamster Cage de Larry Kent en 2005, Surfing The Waste (« un documentaire musical sur le déchétarisme ») [8] et The Visible Will vs. The Invisible Wall dans lequel Penner collabore avec le réfugié algérien Abdelkader Belaouni.

### The Hidden Words (2011)
En 2011, Penner passe du temps à travers l'Amérique du Nord et le Middle East avant de sortir un EP solo intitulé Odes To The House sur le label néerlandais Beep! Beep! Back Up the Truck. Il retourne ensuite à Montréal et retrouve le batteur Jamie Thompson. Ils forment un nouveau groupe, The Hidden Words, avec les musiciens Eric et James Farr, Marie-Claire Saindon et Neah Bahji Kelly. Fin 2011, ils auto-produisent Free Thyself From the Fetters of this World. Pour ses parties vocales, Penner s'est inspiré de Bahá'u'lláh, fondateur du Bahaïsme. Penner avait intégré la communauté après la séparation de Clues pour ses idées émancipatrices. Il la quitte en 2013 à cause de différents personnels avec d'autres membres de la communauté.

### Exegesiset le retour des Unicorns (2014)
Fin 2013, Penner sort un EP solo intitulé Precession, suivi d'un album autoproduit nommé Exegesis. Il publie l'album sur sa page Bandcamp le 4 février 2014. L'album comporte des chansons enregistrées durant la période des Unicorns et de Clues ainsi que des compositions plus récentes influencées par le Bahaïsme et le poète canadien Alden Nowlan. À cette époque, les Unicorns annoncent qu'ils se réunissent pour soutenir Arcade Fire pour quelques concerts. Le 21 septembre 2014, les Unicorns jouent en tête d'affiche au festival Pop Montréal mais n'annoncent aucun autre concert.

### L'EPCanada in Space
Début 2015, Penner sort la chanson Meditate en collaboration avec son ami Michael Cera. Penner annonce ensuite un nouvel EP intitulé Canada in Space. Il sort le 29 juin 2015 chez City Slang. Penner et Cera jouent l'album lors d'une tournée au Royaume-Uni, France, Allemagne et Pays-Bas,.

## Discographie

### Albums
- Unicorns Are People Too (The Unicorns, 2003)
- Who Will Cut Our Hair When We're Gone? (The Unicorns, 2003)
- Clues (Clues, 2009)
- Free Thyself from the Fetters of this World (Hidden Words, 2011)

### Bandes originales
- The Hamster Cage (2005)
- Surfing the Waste
- The Visible Will vs. The Invisible Wall
- Paper Heart (avec Michael Cera et Charlyne Yi, 2009)

### EP
- Odes to the House EP (2011)
- Precession EP (2013)
- Exegesis (2014)
- JUNE 04 EP (2014)
- Canada in Space EP (2015)